# Haruna Garba
Haruna Garba (1994. január 17. –) nigériai labdarúgó, csatár.

## Pályafutása
Garba a litván élvonalbeli Kruoja Pakruojis csapatánál kezdte meg európai labdarúgó-pályafutását. 2015 és 2016 között a máltai Ħamrun Spartans csapatában huszonöt bajnoki mérkőzésen huszonkét gólt szerzett. 2017 és 2018 között a svéd élvonalbeli Djurgårdens labdarúgója volt. 2018 és 2019 között a máltai Gżira Unitedben harmincnégy bajnoki mérkőzésen tizennyolc gólt szerzett. 2019 júniusában szerződtette őt a Debreceni VSC.